# Hyla walkeri
Hyla walkeri o Dryophytes walkeri es una especie de anfibios de la familia Hylidae.
Habita en Guatemala y México.
Sus hábitats naturales incluyen montanos secos, praderas parcialmente inundadas y marismas intermitentes de agua dulce. Está amenazada de extinción por la destrucción de su hábitat natural.